# 马尔科姆·李
马尔科姆·T·李（英語：Malcolm T. Lee，1990年5月22日—），美国NBA联盟职业篮球运动员。他在2011年的NBA选秀中第2轮第13顺位被芝加哥公牛选中。